# José de Jesús Arango Velázquez
José de Jesús Arango Velázquez OFM (* 18. November 1907 in Belén; † 2. Januar 1977) war ein kolumbianischer römisch-katholischer Ordensgeistlicher und Apostolischer Präfekt von Guapi.

## Leben
José de Jesús Arango Velázquez trat der Ordensgemeinschaft der Franziskaner bei und empfing am 15. Juni 1935 das Sakrament der Priesterweihe. Papst Pius XII. bestellte ihn am 23. April 1954 zum ersten Apostolischen Präfekten von Guapi. Arango Velázquez nahm an der zweiten, dritten und vierten Sitzungsperiode des Zweiten Vatikanischen Konzils teil.
Am 28. November 1969 trat Arango Velázquez als Apostolischer Präfekt von Guapi zurück.